# Saavedra (Buenos Aires)
Saavedra é um bairro da cidade argentina de Buenos Aires.
Culturalmente, Saavedra se identifica com a tradição portenha e especialmente com o tango, por ter sido o local de nascimento e residência do popular cantor Roberto Goyeneche, o "Polaco", fã famoso do Club Atlético Platense, outro ícone do bairro, apesar de ter sua sede do outro lado da General Paz. Saavedra tem o parque polideportivo Presidente Sarmiento, o maior complexo municipal de esportes da cidade, e o Museu Histórico Municipal Cornelio Saavedra, localizado no que foi a casa da fazenda que pertencia ao sobrinho deste. A infra-estrutura de serviços, transporte, educação, saúde e segurança é excelente e está a par com a média do resto da cidade.

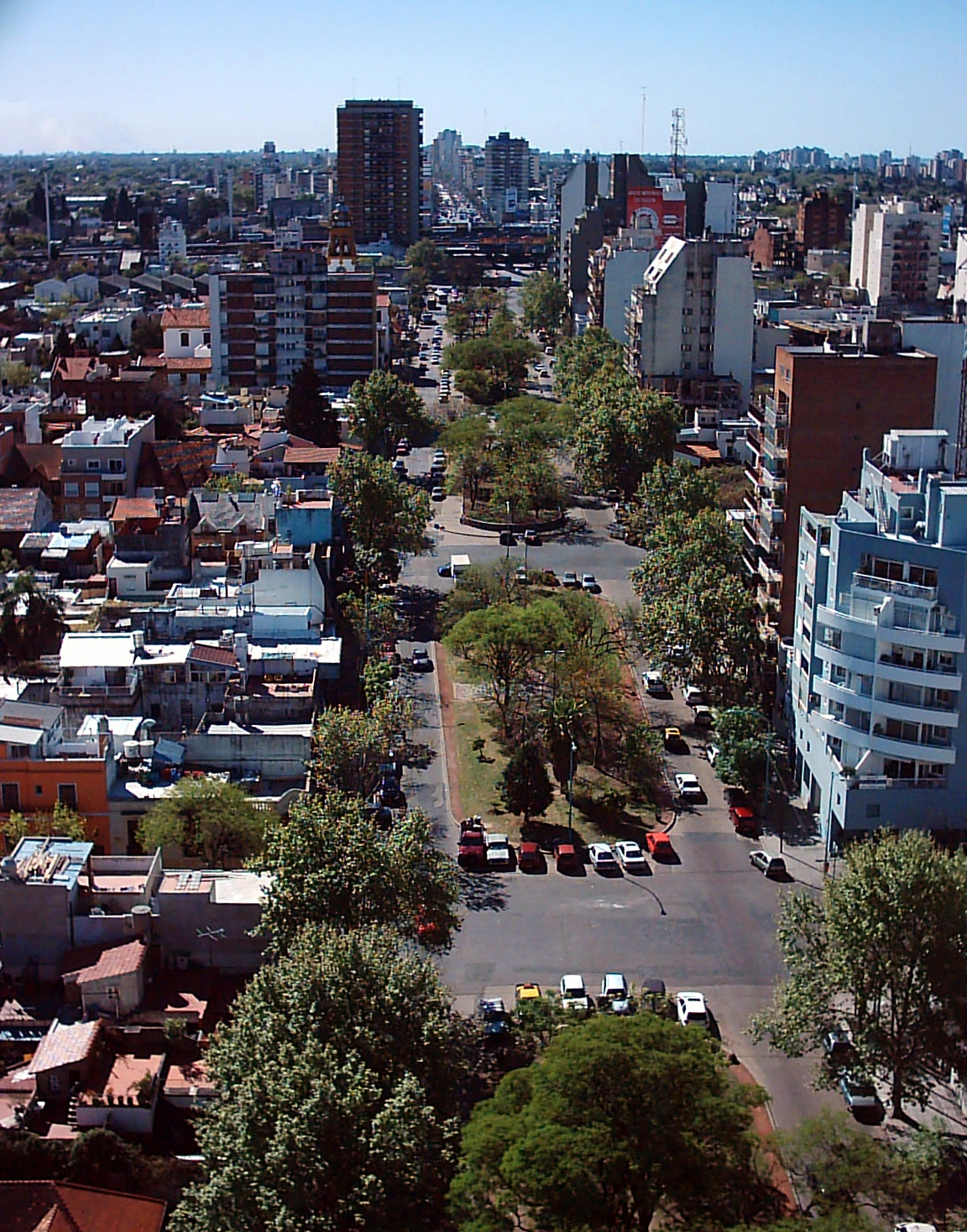
Avenida San Isidro. Amplo boulevard a 1 quadra de Av. Cabildo.

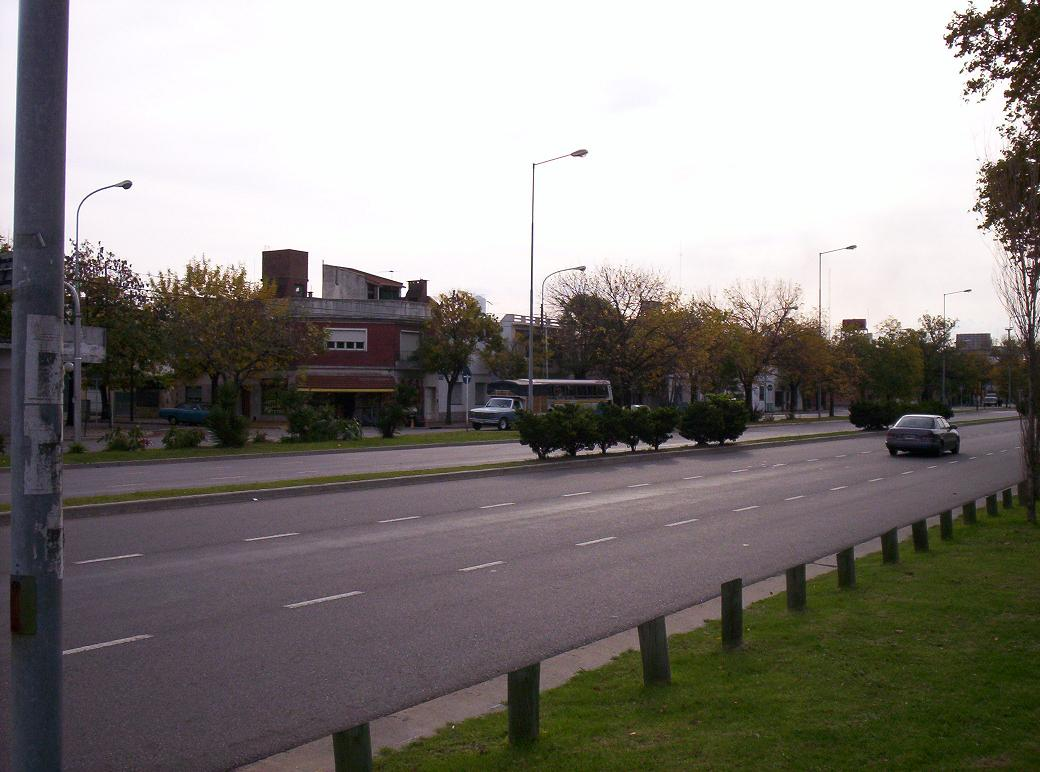
Avenida Roberto Goyeneche (ex Avenida Parque e ex Avenida Donado). Uma das principais Avenidas do bairro que conecta com a Av. General Paz e a Carretera Panamericana.

## Galeria de imagens

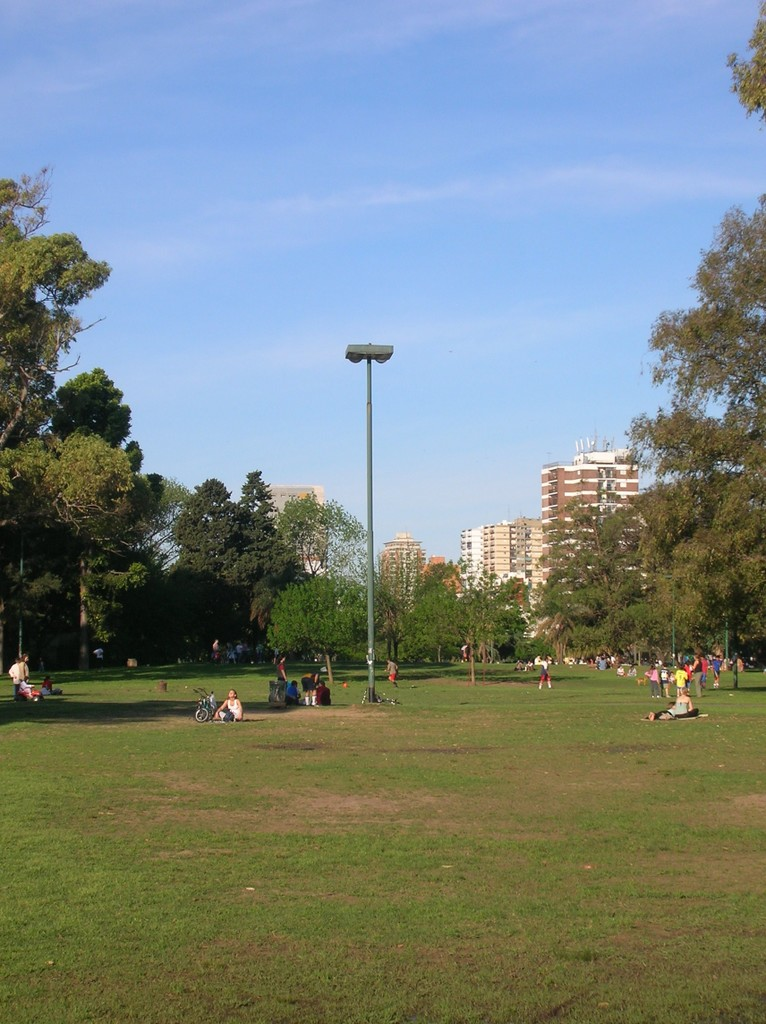
Vista do Parque Saavedra, no fundo as torres da Avenida García del Río
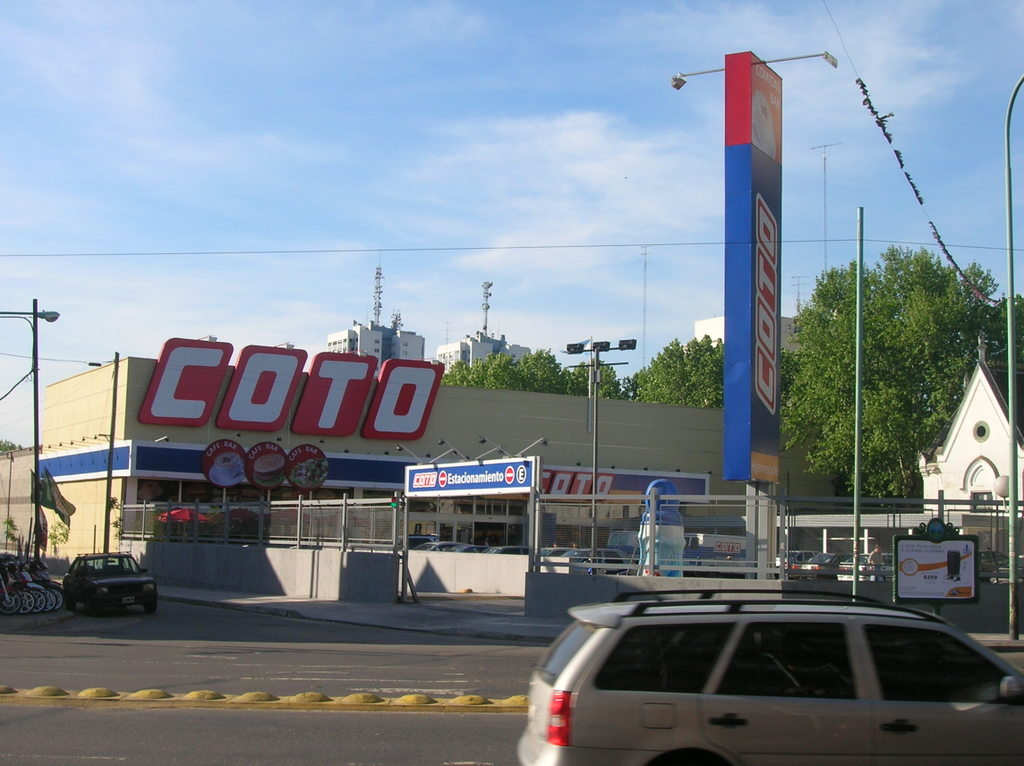
Supermercado Coto de Saavedra, ao lado da estação de trem Luis María Saavedra
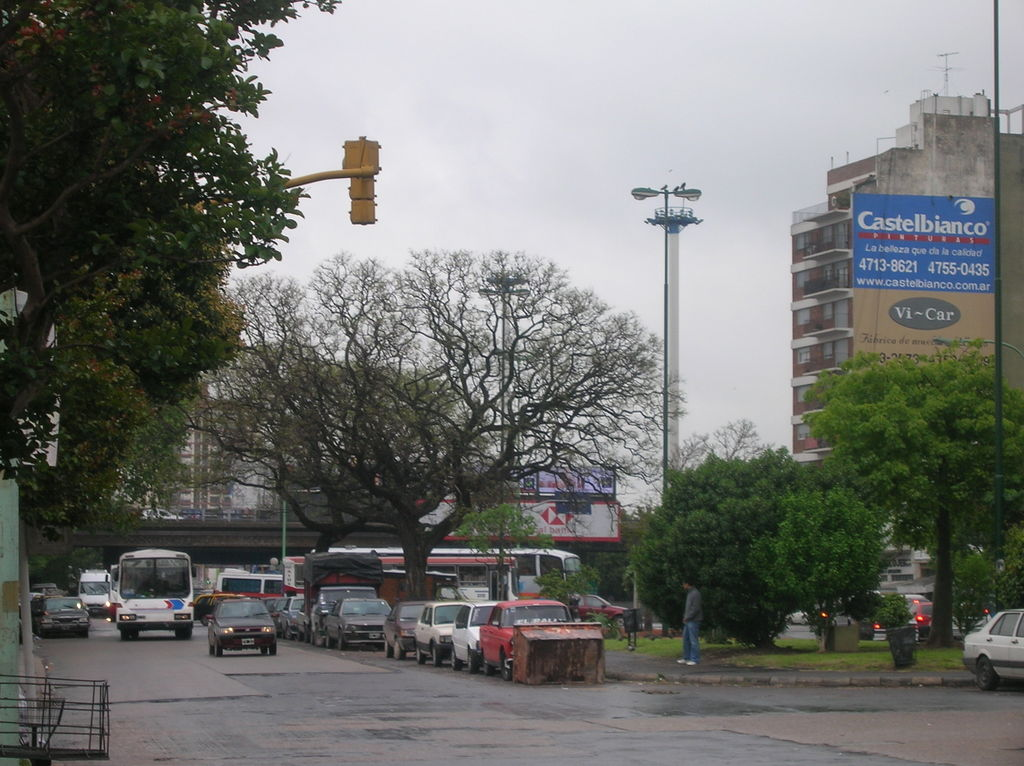
Bulevar San Isidro, próximo da Ponte Saavedra
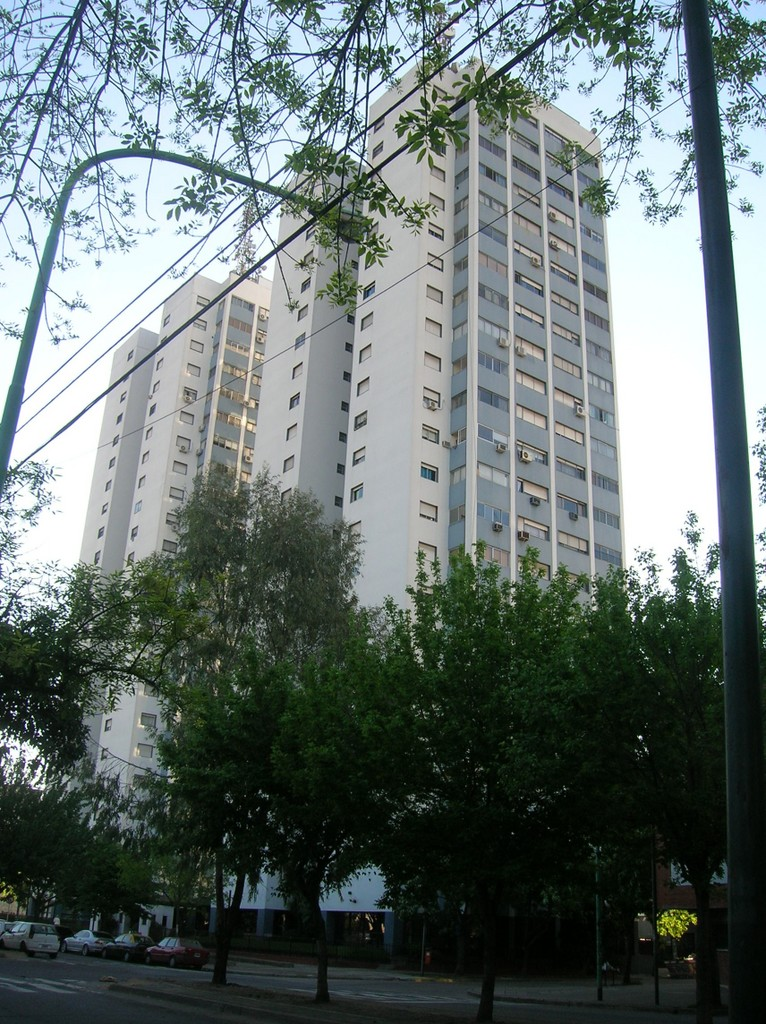
Torres la Avenida Ruiz Huidobro, estas torres pertenecem ao grupo de 5 torres que se encontram sobre a avenida em um trecho de 4 quarteirões
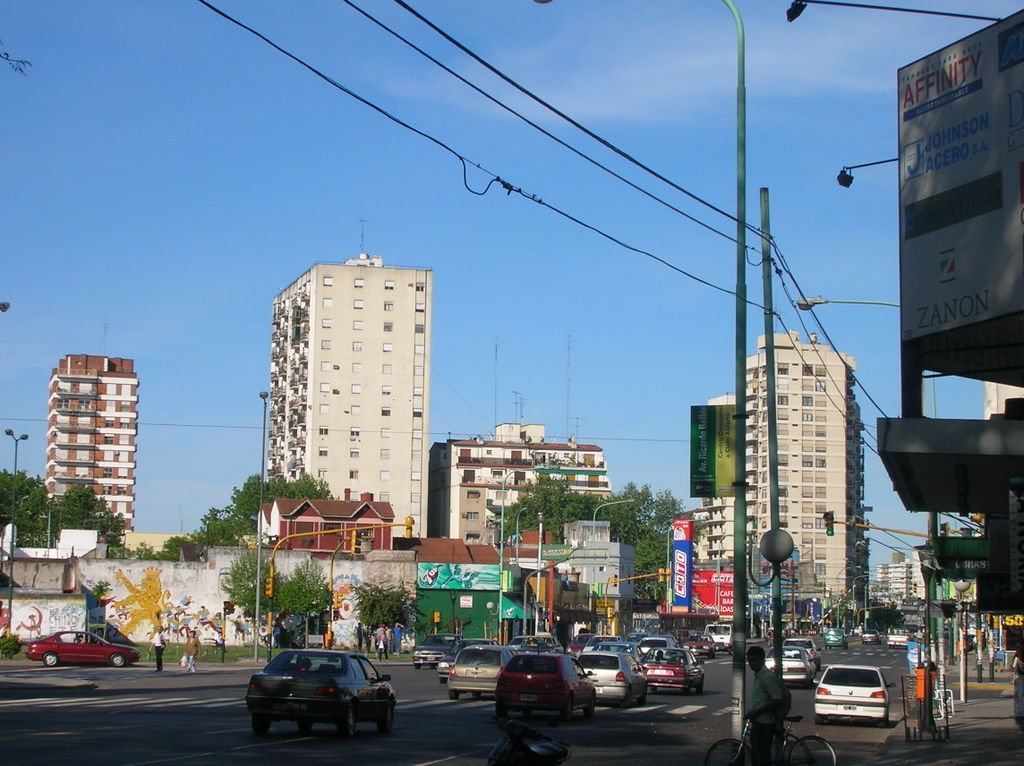
Avenida Dr. Ricardo Balbín na altura da estação Saavedra
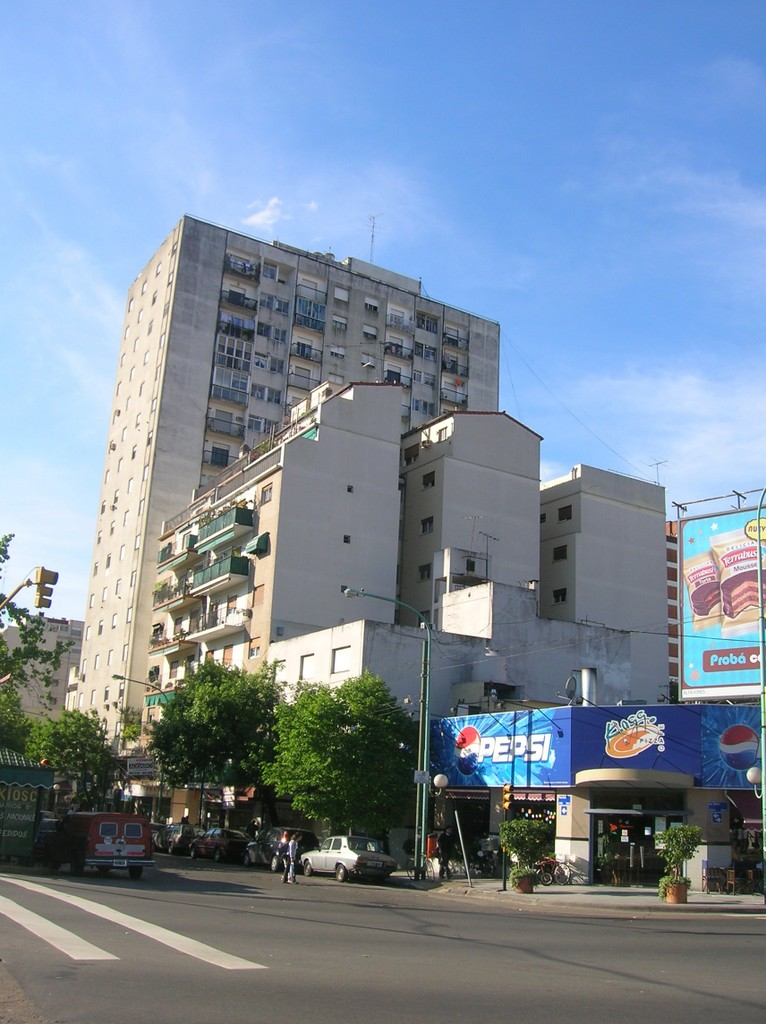
esquina da Av. Ricardo Balbin com Rua Plaza